# Guntō
Les guntō (軍刀, épée militaire) sont les sabres japonais produits pour l'armée et la marine de l'empire du Japon à partir de la fin des samouraïs en 1868. Durant l'ère Meiji (1868-1912), les idéaux, armes et armures japonaises sont progressivement remplacés par des tactiques, des armes et des uniformes d'influence occidentale. Le Japon adopte la conscription militaire en 1872 et les samouraïs perdent leur statut séculaire de « protecteurs du Japon ». Les épées guntō produites en masse deviennent partie intégrante de l'équipement standard de la nouvelle armée et prennent la place des épées de la classe samouraï durant l'époque féodale.

## Histoire et description
Durant l'ère Meiji, la classe des samouraïs est graduellement dissoute, l'édit Haitōrei de 1876 interdit le port des épées en public, excepté pour certaines personnes comme les anciens seigneurs daimyos, l'armée et la police. Les forgerons peinent à gagner leur vie durant cette période de modernisation et beaucoup d'entre eux se reconvertissent dans la fabrication d'autres produits comme les couverts et les ustensiles. Les actions militaires du Japon en Chine et en Russie aident à ressusciter la manufacture d'épées et, durant l'ère Shōwa (1926-1989), avant et pendant la Seconde Guerre mondiale, les épées étaient déjà produites industriellement.
Durant les années précédant la Seconde Guerre mondiale, tous les officiers militaires japonais sont tenus de porter une épée. Des armes fabriquées traditionnellement sont produites durant cette période mais afin de fournir une grande quantité d'épées, des forgerons, avec peu ou pas d'expérience en fabrication traditionnelle, sont recrutés. De plus, l'acier japonais (tamahagane) utilisé pour fabriquer les épées est limité et d'autres types d'acier lui sont ainsi substitués. Des astuces pour accélérer la production ont également été adoptées, comme l'utilisation de marteaux-pilons et le fait de tremper la lame chaude dans l'huile plutôt que dans l'eau, ce qui créée des épées sans les caractéristiques uniques des authentiques épées japonaises. Cette fabrication non traditionnelle est appelée showatō et, en 1937, le gouvernement japonais commence à exiger l'utilisation de sceaux spéciaux sur les crosses (nakago) pour distinguer ces épées des armes traditionnelles.
Durant cette période de guerre, les épées anciennes d'avant la modernisation sont restaurées pour être utilisées à des fins militaires. En effet, beaucoup de familles descendant des samouraïs (appelés shizoku depuis l'ère Meiji et jusqu'à leur abolition après la capitulation japonaise) partaient faire la guerre avec des lames leur appartenant, voire parfois, des katana ancestraux. Ces armes étaient alors souvent démontées pour avoir une poignée et un fourreau correspondant à la dotation militaire. Par exemple, le célèbre lieutenant Onoda Hirō s'était vu confier par sa mère un tantō ancestral avant son départ pour la guerre.
Lorsque l'occupant américain prononça la confiscation des sabres des japonais (y compris des sabres privés), des milliers de sabres anciens furent fondus pour leur acier ou envoyés en Amérique, car les soldats américains avaient tous le droit de prendre en guise de « trophée de guerre » une arme et un sabre japonais. Il fallut des années et de nombreux ordres contradictoires pour que le statut d'œuvre d'art des sabres japonais soit reconnu. Mais entre-temps, on estime que le nombre de sabres japonais (shōwatō et sabres traditionnels confondus) en Amérique était d'environ un million. Beaucoup d'Américains les revendirent par la suite aux Japonais, souvent lors de ventes aux enchères. Mais dans le même temps, beaucoup de sabres ne retrouvèrent jamais leurs propriétaires, et certaines reliques historiques tel que le Honjō Masamune (le katana ancestral se transmettant d'un shogun Tokugawa à l'autre depuis la fondation de leur shogunat) sont toujours manquantes.
Aujourd'hui au Japon, les épées produites par la méthode showatō ne sont pas considérées comme de vrais épées japonaises et peuvent être confisquées. En dehors du Japon, elles sont collectionnées comme des biens historiques,,.

## Types deguntō

### Kyū guntō(«ancienne épée militaire»)
La première épée standard de l'armée japonaise est appelée kyū guntō (旧軍刀). Murata Tsuneyoshi (1838-1921), un général qui fabriquait auparavant des armes à feu débute la fabrication de ce qui est probablement le seul substitut de masse aux épées samouraïs traditionnelles. Ces épées sont appelées Murata-to et sont utilisées durant la guerre sino-japonaise (1894-1895) et la guerre russo-japonaise (1904-1905). Les kyū guntō sont utilisées de 1875 à 1934 et ressemblaient étroitement aux épées européennes et américaines de l'époque, avec un garde-main enveloppant (aussi appelé « garde D ») et un fourreau (saya) en chromage, les fourreaux en acier auraient été introduits vers 1900,.

### Shin guntō(«nouvelle épée militaire»)

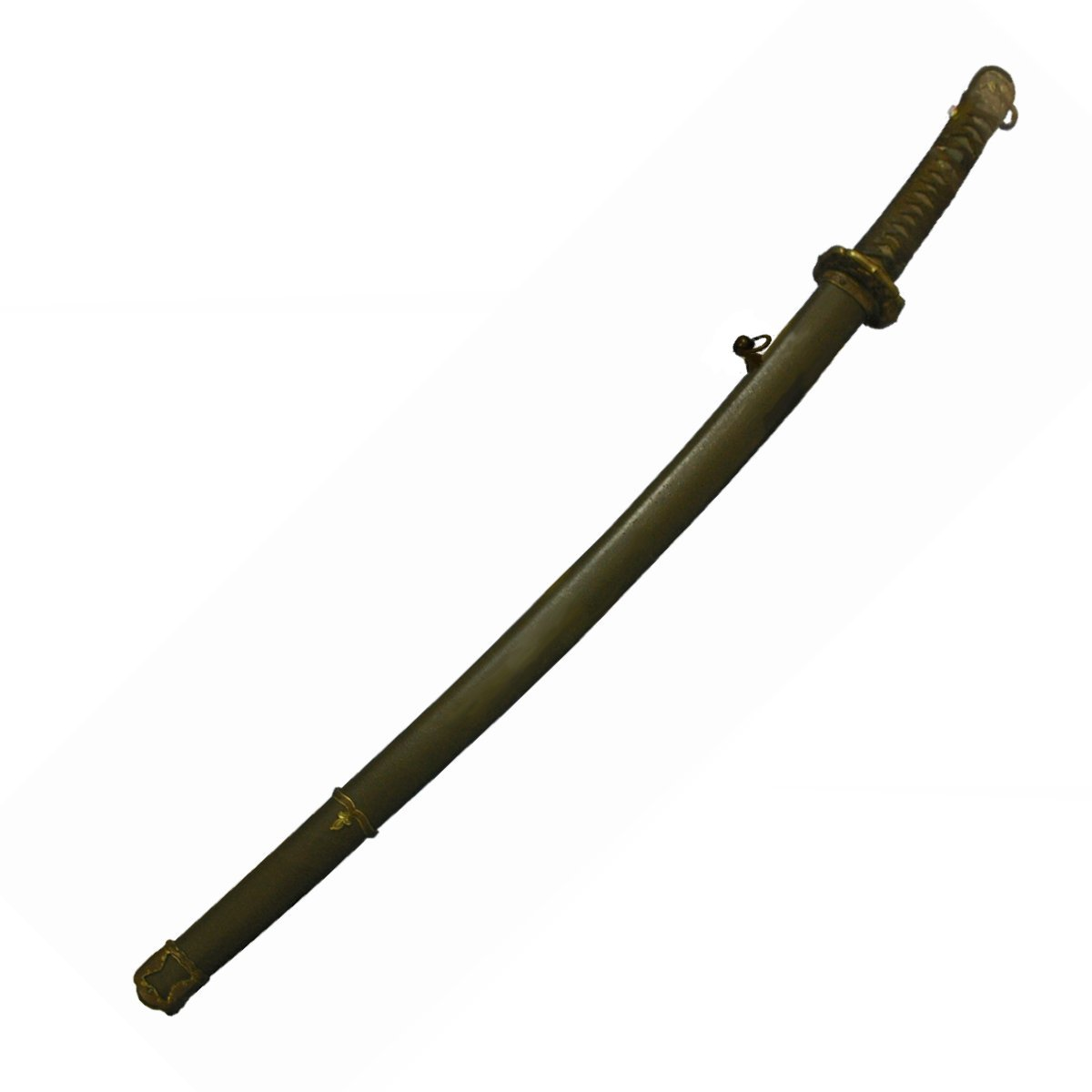
Sabre de l'armée japonaise Type 98.

Les shin guntō (新軍刀) sont des armes et insignes de rang utilisés par l'armée impériale japonaise de 1935 à 1945. Durant la majeure partie de cette période, les épées étaient manufacturées à l'arsenal naval de Toyokawa. En réponse à la montée du nationalisme au sein des forces armées, un nouveau style d'épée est dessiné pour l'armée japonaise en 1934. Le style des shin guntō est basé sur les tachi traditionnels de la période de Kamakura (1185-1332). Les rangs des officiers sont symbolisés par des pompons colorés liés à une boucle à l'extrémité du quillon. Les couleurs étaient marron, rouge et doré pour les généraux, marron et rouge pour les officiers de terrain, marron et bleu pour les officiers adjudants et marron pour les sergents, majors et caporaux.

#### Type 94
Les shin guntō Type 94 (九四式軍刀, kyūyon-shiki guntō) reprirent le style occidental des kyu gunto en 1934. Ils avaient des poignées (tsuka) fabriquées traditionnellement avec des rayons beiges (same) et enveloppées dans de la soie traditionnelle (ito). Le thème des fleurs de cerisier (symbole de l'Armée impériale japonaise) était incorporé dans la garde (tsuba), le pommeau (fuchi ou kashira) et les ornements (menuki).
Le fourreau (saya) était fait de métal avec un revêtement en bois pour protéger la lame. Il était souvent peint en marron et était suspendu à deux supports en laiton, dont l'un était amovible et utilisé seulement dans la tenue complète d'uniforme. Il était également décoré de fleurs de cerisiers.

#### Type 95
Les shin guntō Type 95 (九五式軍刀, kyūgō-shiki guntō) apparaissent en 1935 et sont destinés aux sous-officiers. Ils sont conçus pour ressembler au shin guntō des officiers mais sont moins chers à produire en masse. Toutes les lames avaient de profondes gouttières (bo hi) et un numéro de série estampillé en chiffres arabes. Au début, les quillons (tsuka) étaient sans métal (ni cuivre, ni aluminium) et peints pour ressembler aux épées des officiers produites traditionnellement. Ils avaient des gardes de laiton similaires à celle des shin guntō des officiers.
En 1945, une épée type 95 simplifiée est produite. Elle possède un simple quillon en bois et des rainures sur la poignée pour la prise en main. Les fourreaux sont également en bois au lieu de métal et les gardes en fer au lieu de laiton.

#### Type 98
Le shin guntō Type 98 (九八式軍刀, kyūhachi-shiki guntō) qui apparaît en 1938 est essentiellement une simplification du Type 94. Il y avait très peu de différences entre les premiers Type 98 et les Type 94 qui les précédaient. Le second support de suspension (amovible) fut supprimé du fourreau.
De nombreux changements interviennent pour le Type 98 entre 1938 et la fin de la guerre en 1945. Au cours du conflit, l'approvisionnement du Japon en acier s'était réduit et les shin guntō étaient produits avec des fourreaux en bois peints, et avec moins d'ornements ou pas du tout. Quelques-unes des dernières épées produites dans la dernière année de la guerre utilisaient du cuivre de mauvaise qualité et des accessoires en fer noirci.

### Kaiguntō(épée navale)
Le kaiguntō (海軍刀) est la version du shin guntō pour la marine. Quelques-uns furent produits avec des lames en acier inoxydable.

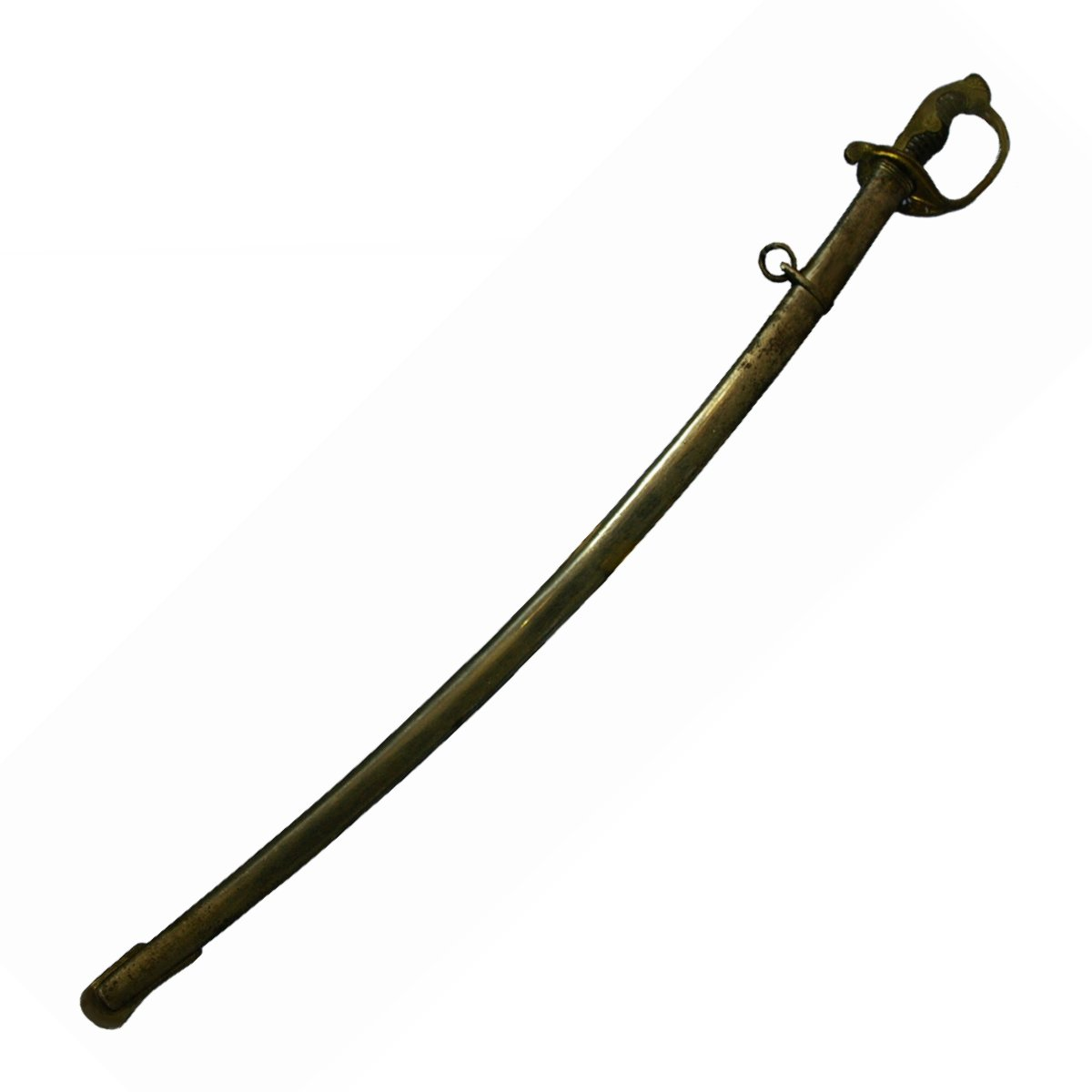
Un kyū guntō dont l'aspect est inspiré des épées occidentales.
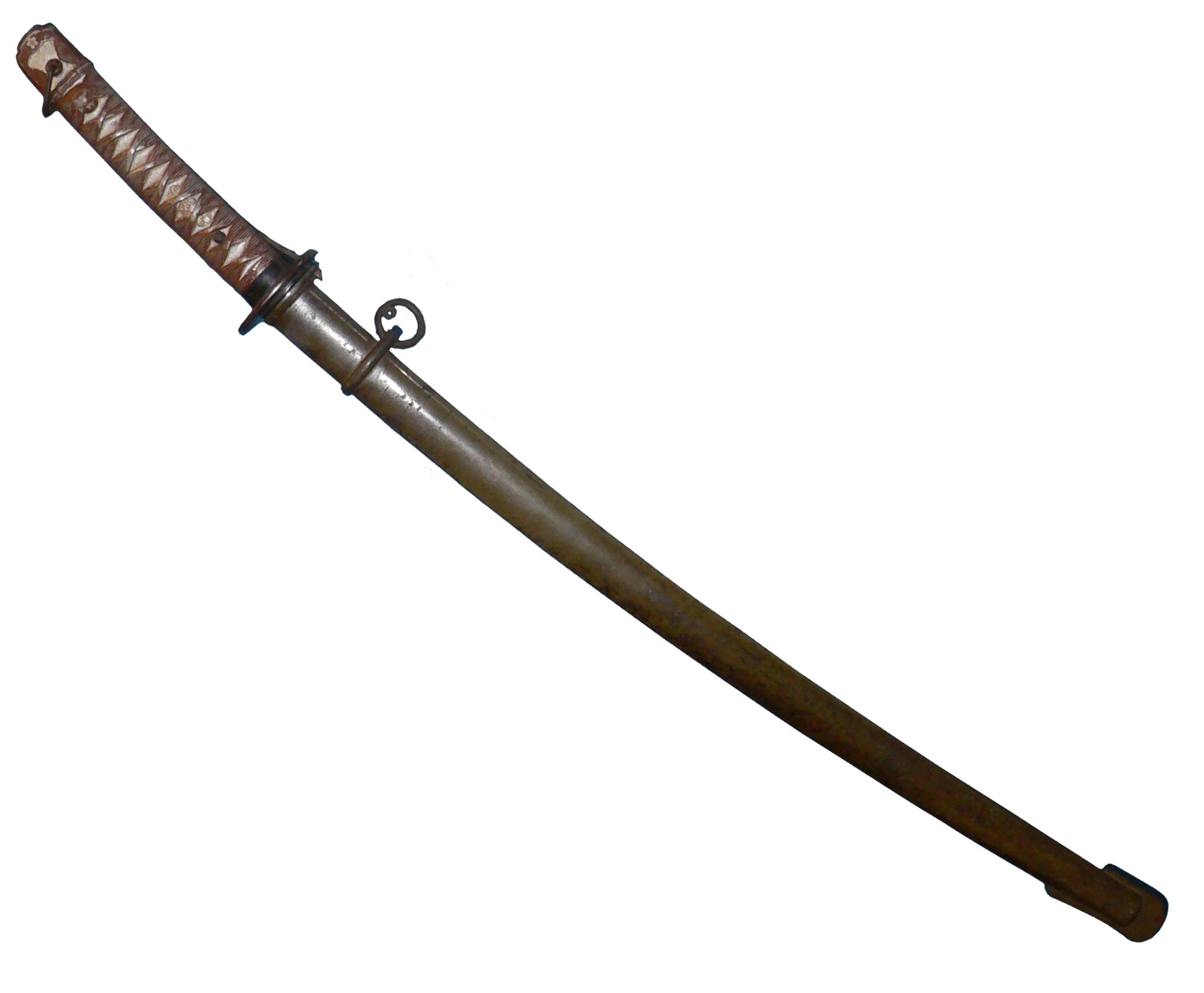
Un Type 95 pour sous-officiers avec un quillon en métal peint ressemblant au traditionnel tsuka enveloppé.
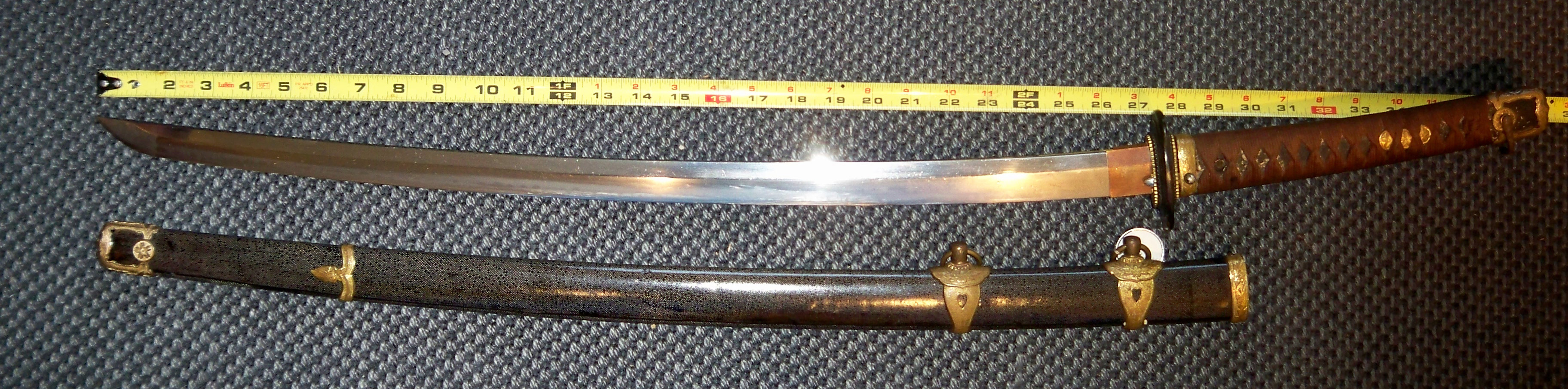
Un kai guntō.